# قلعه شیندان
قلعهٔ شیندان یا قلعه سندان قلعه‌ای تاریخی و مرتفع در مرز جمهوری آذربایجان و ایران بر فراز کوه شیندان است؛ و از مهمترین آثار تاریخی شهر آستارا محسوب می‌شود؛ که سابقه آن به قبل از اسلام می‌رسد.
قلعه شیندان، دژ و قلعه تاریخی در ارتفاع ۱۸۵۰ متر بر فراز کوه شیندان، در جادهٔ آستارا به اردبیل، منطقه حیران، بالای روستای حاجی امیر بالا – حاجی امیر پایین و آنسوی مرز واقع شده‌است. به معنای محل نور که در آنجا آتشکده‌ای بوده‌است. از اتفاقات مهم این قلعه به قیام حمزه خان تالشی (حاکم آستارا) در عهد شاه عباس صفوی می‌توان اشاره کرد که. حاکم اردبیل به مدت ۹ ماه آنجا را به محاصره درآورد و نهایتاً حمزه خان با کشتی به شیروان متواری شد.
اسکندر بیگ ترکمان در تاریخ عالم‌آرای عباسی قلعه سندان را اینگونه شرح می‌دهد:
«قلعه سندان قلعه ایست بر فراز کوه رفیع واقع شده از غایت رفعت و بلندی بافلک الافلاک دعوی مساوات می‌نماید ساکنان بروج رفیعش باسکنه صوامع ملکوت دمساز و پاسبانان شب زنده دارش با مستحفظان قلعه سپهر هم آوازند و همانا مضمون این بیت که: ز سنگ انداز او سنگی که جستی پس از قرنی سر کیوان شکستی ما صدق آن قلعه رفیع بنیاد است دامن آن کوه بلند و قلعه الوند مانند بیشه و جنگل است که یک راه بیش ندارد و ضیق آن طرق بمثابه که عبور یک نفر پیاده از آنجا بغایت دشوار است.»